# Aanslag in Londen op 22 maart 2017
Bij een aanslag in Londen op 22 maart 2017 werden vijf mensen vermoord. De aanslag werd gepleegd door Khalid Masood, een man van 52, afkomstig uit Kent. Masood reed in een grijze Hyundai op de Westminster Bridge in op een groep mensen. Hierbij raakten ongeveer 40 mensen gewond. Vervolgens stapte de aanslagpleger uit de auto en begaf hij zich naar het Palace of Westminster, waar het Britse parlement huist. Een agent die de parlementsgebouwen bewaakte, stak hij met een mes neer. Deze agent overleed korte tijd later aan zijn verwondingen. De aanslagpleger werd door veiligheidsagenten neergeschoten en overleed. Zowel het parlement als het metrostation van Westminster werd afgegrendeld. De Britse premier Theresa May werd in veiligheid gebracht. Een vrouw overleed korte tijd later in het ziekenhuis aan haar verwondingen. Begin april overleed nog een van de slachtoffers in het ziekenhuis.

## Reacties van de Britse autoriteiten
Volgens de Britse politie (Metropolitan Police Service, MPS) ging het om een terroristische aanslag. Laat op de avond gaf premier May een persconferentie, waarin ze haar ontzetting en medeleven met de slachtoffers en nabestaanden uitsprak, maar ook aankondigde dat de dag erop het normale leven gewoon hervat zou gaan worden.

## Dag na de aanslag
Daags na de aanslag werd bekend dat de Britse politie in verband met de aanslag acht mensen heeft aangehouden, na invallen op diverse plaatsen, waaronder Londen en Birmingham. De dader had de Britse nationaliteit en was al langer bekend bij de autoriteiten en MI5. Later op de dag werd via persdienst Amaq de aanslag opgeëist door Islamitische Staat (IS), maar er bestond op dat moment nog geen zekerheid of de IS daadwerkelijk achter de aanslag zat.
In de avond van deze 23e maart bezweek in het ziekenhuis een vijfde slachtoffer aan zijn verwondingen, een man van 75 jaar oud.

### Herdenkingsplechtigheden
Het Britse parlement begon de dag na de aanslag zijn zitting met een minuut stilte ter nagedachtenis van de slachtoffers. Op Trafalgar Square werd in de vroege avond van die dag een openbare herdenking gehouden waarbij eveneens een minuut stilte in acht werd genomen, en sommige van de aanwezigen een kaarsje opstaken.

## De weken na de aanslag
Uiteindelijk zouden totaal twaalf mensen worden aangehouden in verband met de aanslag, maar alle aangehouden personen werden alweer snel – binnen 10 dagen – vrijgelaten. De laatste van hen – een 30-jarige man die al op de dag van de aanslag in Birmingham was aangehouden – werd uiteindelijk op zaterdag 1 april 2017 op vrije voeten gesteld. Geen van de voornoemde aangehouden (en nu vrijgelaten) mensen wordt ergens van verdacht, zo verklaarde de Britse politie.
Hoewel eerder al de aanslag werd opgeëist door de IS, was de Britse recherche nog steeds bezig te onderzoeken of Masood daadwerkelijk direct was aangestuurd. Vooralsnog ging de Britse Justitie ervan uit dat de dader geïnspireerd was door jihadistische invloeden.
Op woensdag 5 april, twee weken na de aanslag, werd een herdenking gehouden in Westminster Abbey, waarbij onder meer leden van het Britse koningshuis, nabestaanden van slachtoffers en mensen die bij de aanslag gewond waren geraakt aanwezig waren. De dag erna, op 6 april, overleed – zoals bij de inleiding al vermeld – nog een slachtoffer in het ziekenhuis aan de gevolgen van haar verwondingen. Zij werd daarmee het zesde dodelijke slachtoffer.
Het lichaam van de agent die bij de aanslag om het leven kwam, de 48-jarige Keith Palmer, werd op zondag 9 april – daags voor zijn uitvaart – overgebracht en opgebaard in de Chapel of St Mary Undercroft, de kapel van het parlementsgebouw. Hiervoor was speciaal toestemming verleend door de Britse koningin. Op maandag 10 april werd Palmers lichaam langs een erehaag van duizenden agenten overgebracht naar de Kathedraal van Southwark waar de uitvaartdienst werd gehouden. Palmer is met staatseer begraven. Ook werd er twee minuten stilte in acht genomen voor de omgekomen agent.